# Карл-Гайнц Менард
Карл-Гайнц Менард (Karl-Heinz Menard; 18 жовтня 1917, Данциг — ?) — німецький офіцер-підводник, капітан-лейтенант крігсмаріне.

## Біографія
3 квітня 1937 року вступив на флот. Після проходження підготовки 2 жовтня 1939 року відряджений в морську авіацію, до 31 березня 1940 року пройшов курс авіаційного спостерігача, після чого служив спостерігачем в 222-й морські розвідувальній ескадрильї.
З 1 липня по 27 грудня 1943 року пройшов курс підводника, з 28 грудня 1943 по 14 січня 1944 року пройшов курс позиціонування (радіовимірювальні прилади), з 16 січня по квітень — курси кермування і командира підводного човна, після чого був направлений на будівництво підводного човна U-1282. З червня по 30 вересня 1944 року пройшов тактичну підготовку в 27-й флотилії. З 1 жовтня 1944 року — командир U-237. Після загибелі човна внаслідок бомбардування 5 квітня 1945 року переданий в розпорядження 5-ї флотилії. 8 травня 1945 року взятий в полон британськими військами. 12 січня 1946 року звільнений.

## Звання
- Кандидат в офіцери (3 квітня 1937)
- Морський кадет (21 вересня 1937)
- Фенріх-цур-зее (1 травня 1938)
- Оберфенріх-цур-зее (1 липня 1939)
- Лейтенант-цур-зее (1 серпня 1939)
- Оберлейтенант-цур-зее (1 вересня 1941)
- Капітан-лейтенант (1 червня 1944)

## Нагороди
- Нагрудний знак спостерігача
- Залізний хрест
  - 2-го класу (21 жовтня 1940)
  - 1-го класу (12 серпня 1941)
- Авіаційна планка розвідника
  - в бронзі (8 червня 1941)
  - в сріблі (21 липня 1941)
  - в золоті (3 грудня 1942)
- Почесний Кубок Люфтваффе (3 грудня 1942)